# Rhagoletis flavigenualis
Rhagoletis flavigenualis
 es una especie de insecto del género Rhagoletis de la familia Tephritidae del orden Diptera. 
Erich Martin Hering la describió científicamente por primera vez en el año 1958.